# Eduard Egger
Eduard Egger (* 9. Mai 1970 in Klagenfurt am Wörthersee) ist ein österreichischer Politiker der Freiheitlichen Partei Österreichs (FPÖ). Seit dem 14. Juni 2023 ist er Abgeordneter zum Salzburger Landtag.

## Leben

### Ausbildung und Beruf
Eduard Egger absolvierte nach dem Besuch einer Hauptschule in Stadl an der Mur und einer Polytechnische Schule in Murau eine Lehre in der Gastronomie. Anschließend konzentrierte er sich auf seine Karriere als Snowboarder und nahm für den Österreichischen Skiverband in den Disziplinen Riesenslalom und Slalom an mehreren Rennen im Snowboard-Weltcup teil. Der größte Erfolg blieb jedoch 2000 ein Sieg in einem FIS-Rennen in Popova Šapka in Nordmazedonien. Danach war er noch einige Jahre als Trainer im Steirischen Skiverband, einem Landesverband des Österreichischen Skiverbands, tätig.
Er absolvierte mehrere Weiterbildungen im Bereich Vertrieb und ist heute Vertriebsleiter für Österreich in einem Betrieb, der Dach- und Fassadensysteme aus Aluminium produziert.

### Politik
Egger wurde 2019 erstmals in seiner Heimatgemeinde Tamsweg in den Gemeinderat gewählt und agiert dort als Fraktionsvorsitzender. Seit 2021 ist er, anfangs geschäftsführend, Bezirksparteiobmann der FPÖ Lungau. Überregionale Bekanntschaft erreichte er als Initiator zahlreicher Volksbegehren, etwa "Verbot von Kinder – Instagram" oder "Nein zu Atomkraft-Greenwashing".
Bei der Landtagswahl 2023 kandidierte er, nach Marlene Svazek, die in jedem Landtagswahlkreis auf Platz 1 gereiht war, als FPÖ-Spitzenkandidat im Landtagswahlkreis Tamsweg. Am 14. Juni 2023 wurde er in der konstituierenden Sitzung der XVII. Gesetzgebungsperiode als Abgeordneter zum Salzburger Landtag angelobt.